# Dragonfly (álbum)
El álbum Dragonfly de Magne Furuholmen lanzado el 17 de septiembre de 2001 es la banda sonora de la película Øyenstikker (traducido como Dragonfly).
No se debe confundir con la película Dragonfly: la sombra de la libélula pues son películas completamente diferentes.
Este es el primer álbum de Mags como solista, pero como se trata de una banda sonora y además por el hecho de que a pesar de ser su primer trabajo solista 8 de las 9 pistas las compuso junto a su compañero de Timbersound Kjetil Bjerkestrand, muchos consideran a su siguiente álbum Past Perfect Future tense el primero en su carrera solista.

## Listado de temas
El álbum contiene 9 temas con una pista 10 que es el vídeo musical de la canción de título (pista 1). Todas las canciones son insrumentales, excepto la primera que es interpretada por Mags.
- 1. Dragonfly
- 2. And Now We Are Here
- 3. Close Your Eyes
- 4. Moths (Now I Recall)
- 5. Swimming In Silence (Twice)
- 6. One Small Glance Across The Shoulder And...
- 7. All Is Changed (Resonance)
- 8. This Small Favour That I Ask
- 9. Sleep
- 10. Dragonfly (Video)

## Créditos
- Guitarras, piano, voz: Magne Furuholmen.
- Sandvik Stradivarius: Ole Henrik Moe Jr.
- Armonica & Seraphim: Dennis James.

- Todos los temas escritos y compustos por Magne Furuholmen y Kjetil Bjerkestrand, excepto Pista 1 escrita y compuesta por Magne Furuholmen.

- Producido por: Timbersound, excepto Pista 1 producida por Magne Furuholmen.
- mezclado por: Ulf W. Ø. Holand.
- Discográfica: WEA.

- Datos: Q5814143